# Apodacra stenometopa
Apodacra stenometopa är en tvåvingeart som beskrevs av Boris Borisovitsch Rohdendorf 1925. Apodacra stenometopa ingår i släktet Apodacra och familjen köttflugor. Inga underarter finns listade i Catalogue of Life.